# V. Budapester Bezirk

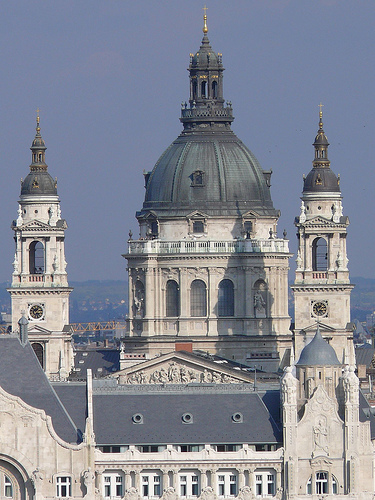
Die St.-Stephans-Basilika (im Hintergrund)

Der V. Bezirk in der ungarischen Hauptstadt Budapest wird auch als Belváros-Lipótváros (deutsch „Innenstadt-Leopoldstadt“) bezeichnet. Er liegt im Herzen der Hauptstadt und ist in Hinsicht auf öffentliche Verwaltung, Wirtschaft und Tourismus ein Zentrum innerhalb der Stadt.

## Aktuelle Daten
Der Bezirk besteht aus den Stadtteilen Belváros und Lipótváros und nimmt eine Fläche von 2,59 km² der Stadt Budapest ein (525,16 km²). Es leben hier etwa 28.000 der rund 1.700.000 Einwohner der Hauptstadt. Der 5. Bezirk ist in sechs Postleitzahlen unterteilt. Dabei steht die erste Ziffer für Budapest, die mittleren beiden Ziffern kennzeichnen die Bezirksnummer und die letzte Ziffer folgt einer weiteren Gliederung innerhalb des Bezirks.

## Lage
Der V. Bezirk ist der zentrale Bezirk auf der Pester Seite. Im Norden grenzt er an den XIII. Bezirk, im Osten an den VI., VII. und VIII. Bezirk an. Im Süden liegt der IX. Bezirk und im Westen die Donau, bzw. am anderen Ufer der I. und II. Bezirk.

## Geschichte
Das Gebiet war bereits in prähistorischer Zeit von Menschen besiedelt. Die ersten schriftlichen Aufzeichnungen stammen aus römischer Zeit. Der V. Bezirk liegt in Pest, das im 11. Jahrhundert aus einer Siedlung von Händlern hervorging. Unter der Herrschaft von Matthias Corvinus erlebte die Stadt im 15. Jahrhundert eine Hochphase. Damals war Pest von einer Stadtmauer umgeben und konnte durch drei Tore betreten werden: das Váci kapu („Vácer Tor“), das Kecskeméti kapu („Kecskeméter Tor“), und das Hatvani kapu („Hatvaner Tor“), die heute nicht mehr erhalten sind. Unter der türkischen Herrschaft von 1541 bis 1686 wurde die Stadt beinahe völlig zerstört. Nach der Rückeroberung von Buda 1686 nahm auch Pest schnell wieder an Bedeutung zu. Außerhalb der Stadtmauer wurden die Siedlungen Terézváros, Józsefváros, Ferencváros und Lipótváros gegründet, was schließlich den Abriss der Mauer zur Folge hatte. Seither hat sich die Bezeichnung Belváros durchgesetzt.
Im Jahr 1838 verursachte eine Hochwasserkatastrophe schwere Schäden. In den Folgejahren wurde die Leopoldstadt nach Plänen des Stadtbaumeisters József Hild im Stil des Klassizismus wiederaufgebaut.
Nach der Vereinigung von Pest, Buda und Óbuda 1873 wurden mit der Freiheitsbrücke und der Elisabethbrücke direkte Verbindungen zur Innenstadt errichtet. Auch der Duna-korzó, die Uferpromenade wurde zu dieser Zeit gebaut. Das neu gegründete Budapest war ursprünglich in zehn Bezirke untergliedert, wovon der Bezirk Belváros zunächst die Nummer sechs trug, während Lipótváros, das sich bis zur Grenze von Újpest erstreckte, damals als fünfter Bezirk bezeichnet wurde.
Die nördliche Grenze des 5. Bezirks war von 1930 an die Dráva utca. Als im Jahr 1950 der ehemalige 4. Bezirk angegliedert wurde, dehnte sich die Grenze bis zum Szent István körút aus.

## Öffentlicher Nahverkehr
Der V. Bezirk ist ein Verkehrsknotenpunkt. Am Deák Ferenc tér kreuzen sich die Metrolinien M2 und M3 mit der Földalatti vasút M1. Die Verbindung zu Buda wird heute durch vier Donaubrücken gewährleistet, über die auch Straßenbahn- und Buslinien führen. An den Grenzen des Bezirks verlaufen ebenfalls Straßenbahnlinien entlang der großen Ringstraßen. Die Schiffsanlegestelle am Vigadó tér ist ein Zentrum für Ausflugsfahrten innerhalb der Stadt sowie nationale und internationale Schifffahrten.
Öffentliche Plätze und Straßen:
| - Kiskörút - Váci utca |  | - Kossuth Lajos tér - Deák Ferenc tér* - Erzsébet tér |  | - Jászai Mari tér* - Nyugati tér* |  | - Szabadság tér* - Nagykörút* | - József Attila utca - Dunakorzó |  |

## Wichtige Bauten
| - Parlament - St.-Stephans-Basilika - Justizpalast - Landwirtschaftsministerium - Ehemalige Börse (1957–2009: Magyar Televízió) |  | - Ungarische Akademie der Wissenschaften - Kettenbrücke - Margaretenbrücke - Elisabethbrücke - Freiheitsbrücke |  | - Pesti Vigadó (Konzerthaus) - Universitätsbibliothek Budapest - Serbische Kirche - Franziskanerkirche - Amerikanische Botschaft |

## Partnerstädte und -stadtteile
Der Bezirk hat folgende Partnerstädte bzw. -bezirke:
- Bačka Topola (ungarisch Topolya), Serbien
- Bezirk I Stare Miasto von Krakau, Polen
- Bezirk Charlottenburg-Wilmersdorf von Berlin, Deutschland
- Gheorgheni (ungarisch Gyergyószentmiklós), Rumänien
- Ortsteil Inlăceni (ungarisch Énlaka) von Atid, Rumänien
- Jerewan, Armenien
- Mondragone, Italien
- Rachiw (ungarisch Rahó), Ukraine
- Rimetea (ungarisch Torockó), Rumänien
- Rožňava (ungarisch Rozsnyó), Slowakei

## Fotos

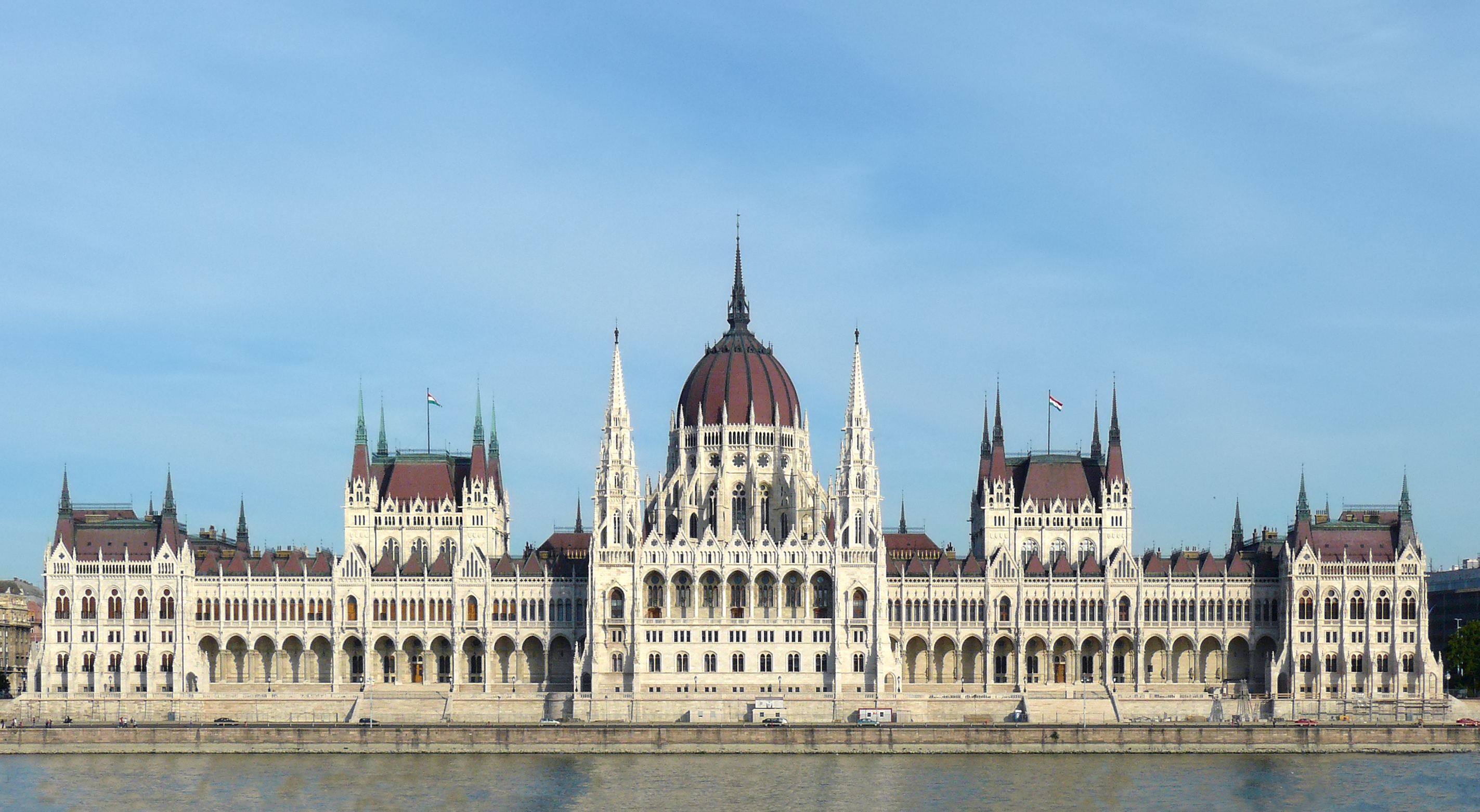
Das Parlamentsgebäude
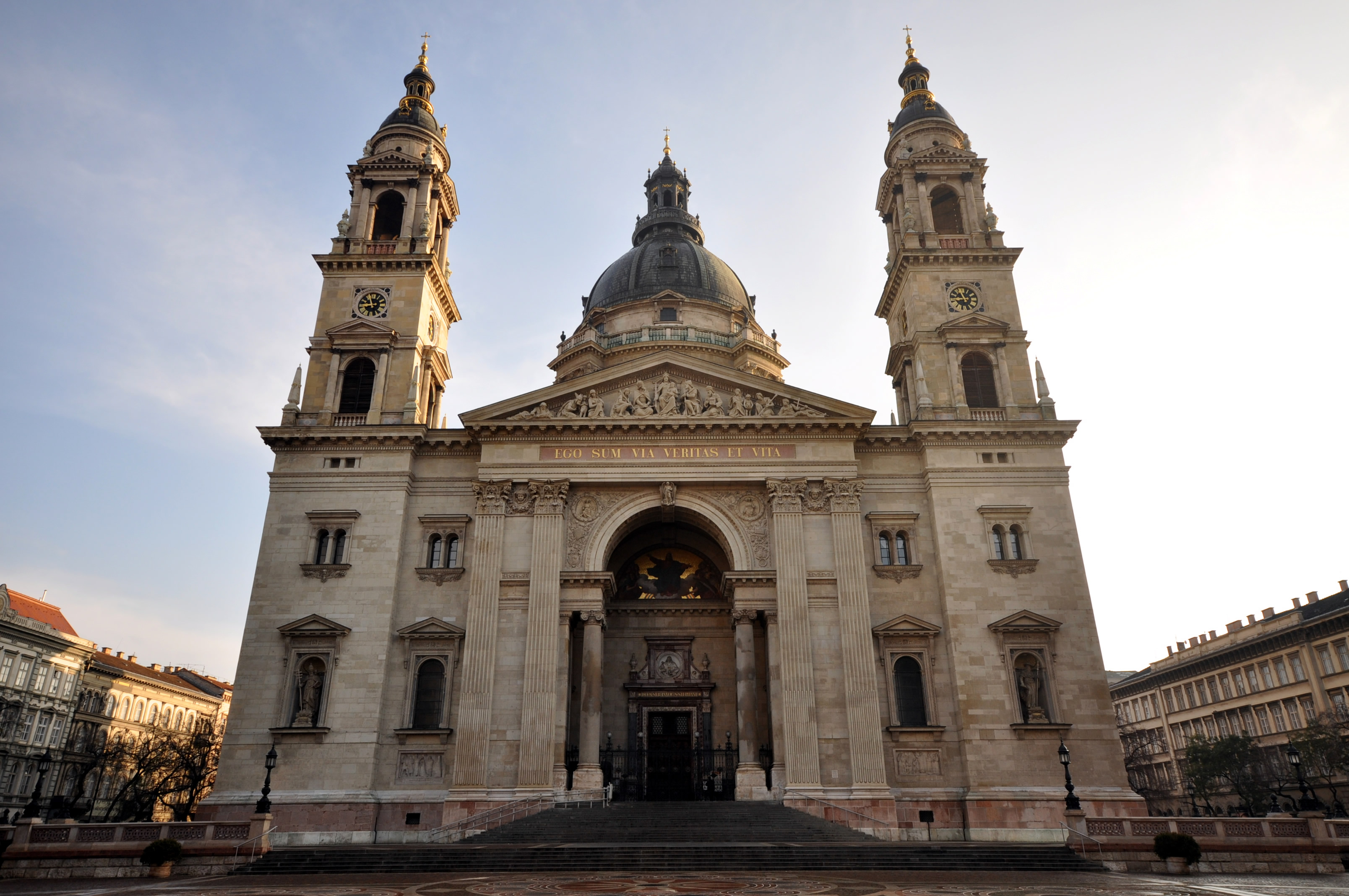
St.-Stephans-Basilika
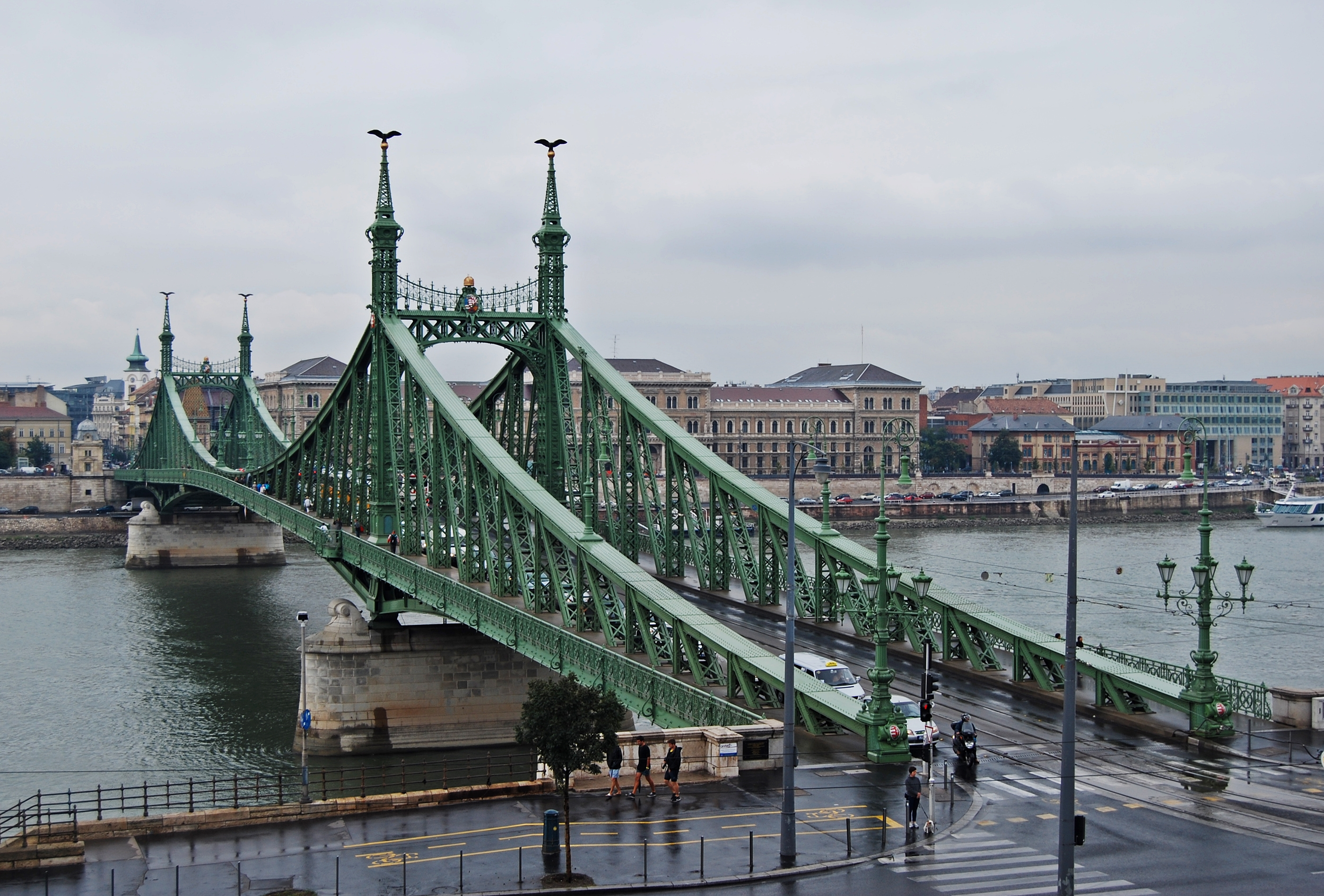
Freiheitsbrücke
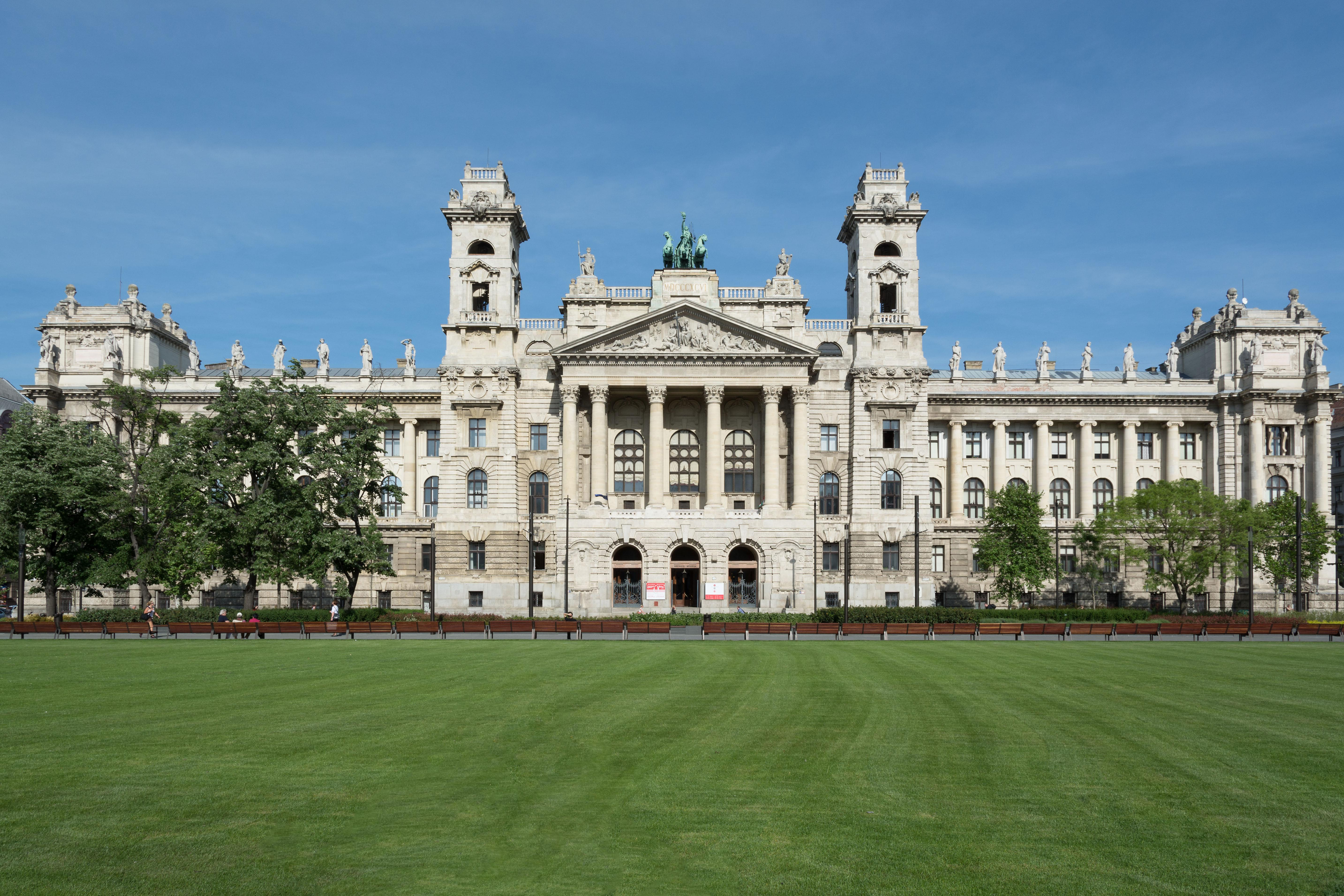
Justizpalast
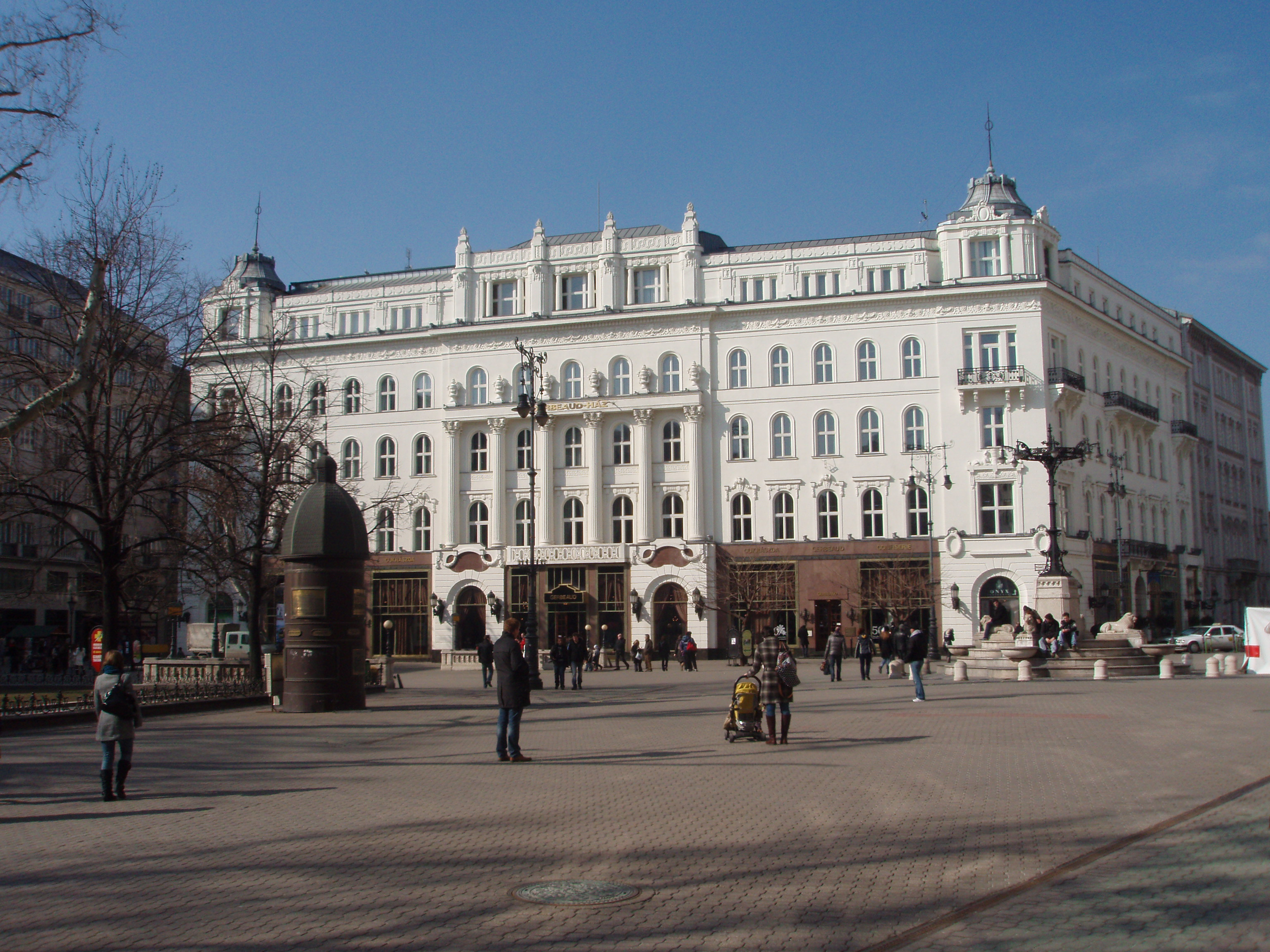
Vörösmarty tér
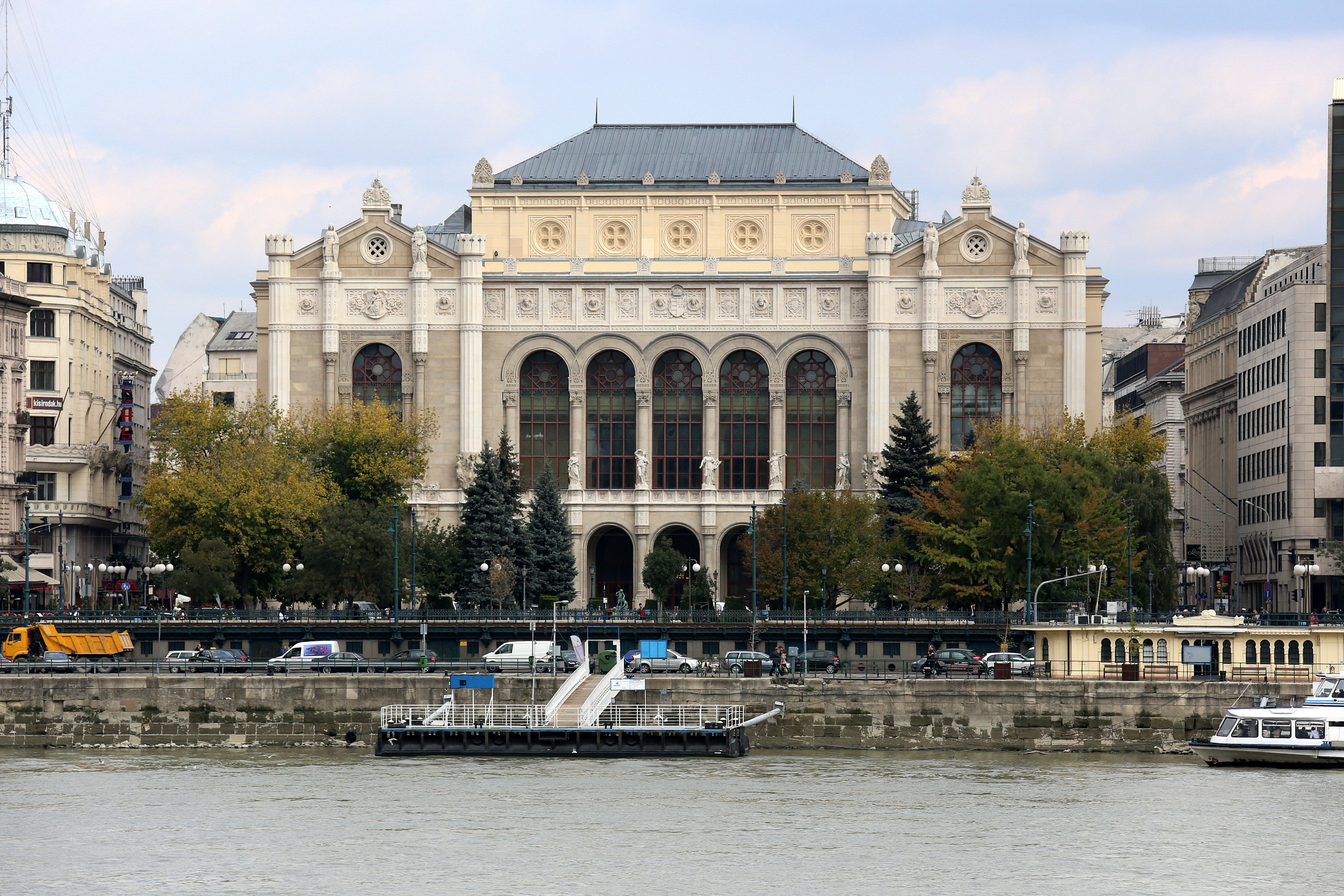
Pesti Vigadó
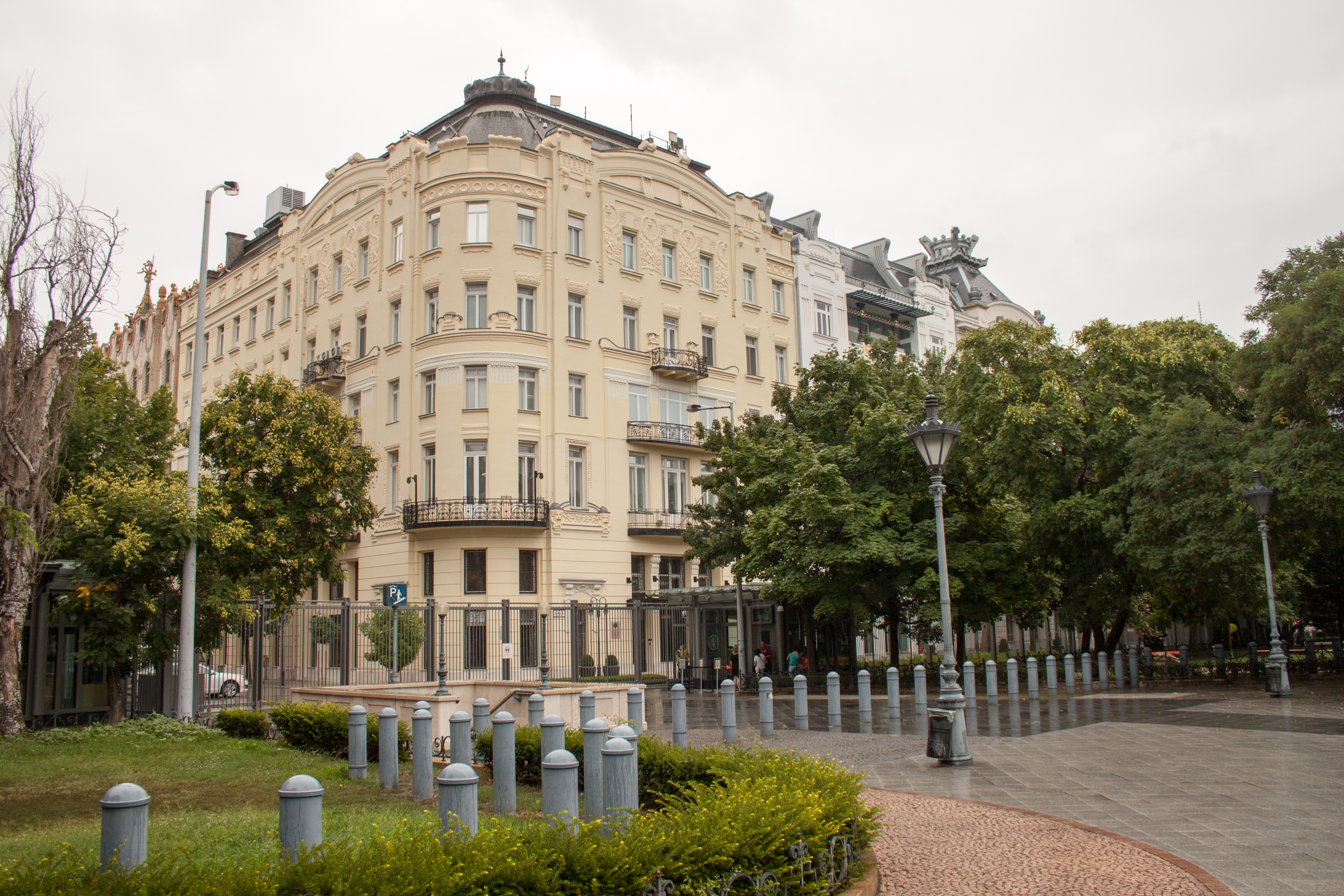
Amerikanische Botschaft